# Horst Pehnert

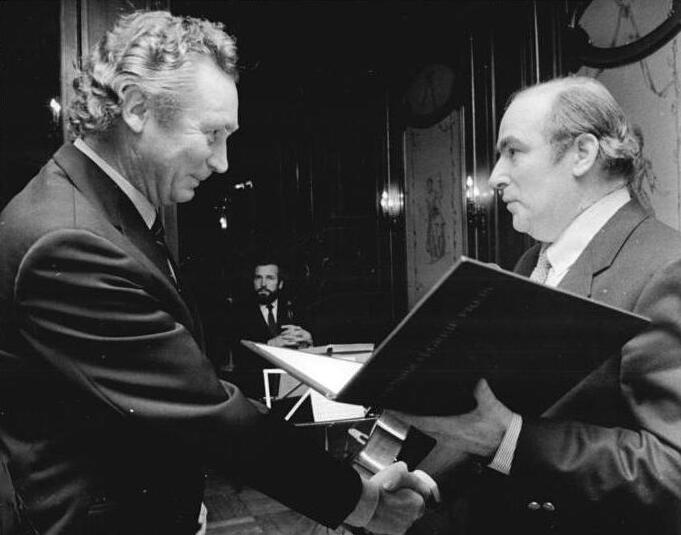
Horst Pehnert (rechts) 1984 bei einer Preisverleihung an den Filmregisseur Frank Beyer

Horst Pehnert (* 3. November 1932 in Neukirchen; † 1. April 2013 in Bad Saarow) war ein Journalist und Parteifunktionär in der DDR, zuletzt Stellvertretender Minister für Kultur.

## Leben
Horst Pehnert wurde im sächsischen Ort Neukirchen (heute Ortsteil von Borna) als Sohn eines Schneiders geboren. Er besuchte die Grundschule und danach eine Berufsschule. Nach Kriegsende absolvierte er von 1947 bis 1950 eine Ausbildung zum Buchdrucker. 1946 trat er in die FDJ ein, 1955 auch in die SED. 1950 besuchte er einen Lehrgang für „Jungkorrespondeten“ und arbeitete die folgenden vier Jahre als Journalist für das FDJ-Zentralorgan Junge Welt (JW). Von 1954 bis 1957 studierte Pehnert Journalistik an der Karl-Marx-Universität in Leipzig. Die Fakultät für Journalistik unterstand direkt dem ZK der SED und wurde ob ihrer Linientreue umgangssprachlich „Rotes Kloster“ genannt.
Als Diplom-Journalist kehrte Pehnert vom Studium zur Jungen Welt zurück, wo er schon ab 1956 als Redakteur arbeitete. Nach sechs Jahren stieg er 1962 zum stellvertretenden Chefredakteur auf. 1966 wurde er als Nachfolger von Dieter Kerschek zum JW-Chefredakteur ernannt. Gleichzeitig war Pehnert von 1965 bis 1971 Mitglied des Büros des Zentralrats der FDJ. 1968 erhielt er den Vaterländischen Verdienstorden. 1971 schied Pehnert aus der Jungen Welt aus, sein Nachfolger wurde Klaus Raddatz.
Ab 1971 war Pehnert stellvertretender Vorsitzender des Staatlichen Komitees für Fernsehen, einer politischen Kontroll- und Lenkungsinstanz der SED für das DDR-Fernsehen. Am 1. Dezember 1976 wechselte er in das Kulturministerium, wo er als stellvertretender Minister für Kultur die Hauptverwaltung Film leitete. Sein dortiger Vorgänger war Hans Starke. Pehnert, umgangssprachlich auch Filmminister genannt, war zusammen mit DEFA-Generaldirektor Hans Dieter Mäde die entscheidende Instanz unterhalb es Politbüros, wenn es um die Zulassung, Abänderung bzw. Zensur von Filmen in der DDR ging. Ab 1978 war er auch Mitglied im Präsidium des Film- und Fernsehrats. Pehnerts Hauptansprechpartner im Parteiapparat war Jürgen Harder, Filmverantwortlicher in der Abteilung Kultur des ZK der SED. In Pehnerts Amtszeit fiel der Exodus von DEFA-Stars wie Manfred Krug, der auf die Biermann-Ausbürgerung 1976 folgte, das Verbot des Films Jadup und Boel von Rainer Simon 1981, die Auflösung des Dokumentarfilmstudios Heynowski & Scheumann und die Verhinderung der Aufführung von kritischen sowjetischen Filmen der Glasnost-Zeit 1988. Zu den Erfolgen zählten DEFA-Filme wie Solo Sunny (1980), Die Verlobte von Günther Rücker (1980) und Die Beunruhigung von Lothar Warneke (1981)
Nach der Wende ging Pehnert 1990 in den Ruhestand. Als PDS-Mitglied war er zeitweise Gemeindeverordneter in seinem Wohnort Zeuthen und auch Abgeordneter im Kreistag für den Landkreis Dahme-Spreewald. Daneben betätigte er sich als Herausgeber und Autor. Seine 2009 erschienenen Memoiren bezeichnete Ralf Schenk in der Berliner Zeitung als „enttäuschende[n] Text“, das Buch sei primär „eine Rechtfertigungsschrift für seine eigenen dreizehn Ministerjahre“. 2013 erlag Pehnert einer Krebserkrankung.

## Veröffentlichungen
- Julius Mader, Gerhard Stuchlik, Horst Pehnert: Dr. Sorge funkt aus Tokyo. Deutscher Militärverlag, Berlin 1966. („Dokumentarbericht über den Kommunisten Richard Sorge“, zahlreiche Neuauflagen und Übersetzungen)
- Horst Pehnert (Hrsg.): Trauer ist ja die Fortsetzung der Liebe: Abschiede und Erinnerungen. Das Neue Berlin, Berlin 2001, ISBN 3-360-00945-2.
- Horst Pehnert: Kino, Künstler und Konflikte: Filmproduktion und Filmpolitik in der DDR. Das Neue Berlin, Berlin 2009, ISBN 978-3-360-01959-2.

## Filmische Beiträge
- Martin Hübner: Zensur, Teil 2 der Serie Dokfilm DDR. (Erstausstrahlung am 26. April 2006 im MDR.)
- Zeitzeugengespräch Horst Pehnert im Rechtebestand der DEFA-Stiftung
- Kino, Künstler und Konflikte. Buchbesprechung und Gespräch mit Pehnert und anderen Beteiligten (Erstausstrahlung am 19. Februar 2009 im MDR).
- Nachlass BArch N 2563